# Unificazione socialista
Con unificazione socialista si intende la ricomposizione in unità dei partiti che si richiamano al socialismo:
- Oggi riguarda soprattutto la riunificazione delle tante entità autonome in cui si è scomposto il Partito Socialista Italiano a seguito delle vicende legate a mani pulite.
- Prima di questo evento si intendeva, invece, la ricomposizione della frattura tra il Partito Socialista Italiano (PSI) ed il Partito Socialista Democratico Italiano (PSDI), divisisi nel 1947 (scissione di palazzo Barberini) per iniziativa del deputato Giuseppe Saragat che non condivideva la sudditanza al Partito Comunista Italiano e l'idea di stato-guida da individuare nel regime sovietico. Dal PSIUP nacquero, così, il PSI, legato ai comunisti, ed il PSLI (Partito Socialista dei Lavoratori Italiani) anticomunista.

A Palazzo Barberini, in realtà, la storia si era ripetuta: nel 1921 i socialisti di sinistra (comunisti) si erano staccati dal Partito Socialista Italiano perché il partito si era rifiutato di accettare la loro tesi del bolscevismo come partito guida. Solo che allora, al Congresso di Livorno, la maggioranza fu con Giacomo Matteotti e Ludovico D'Aragona per l'autonomia socialista, mentre nel 1947 solo la minoranza conservò le idee di libertà ed uscì dal partito con Saragat.